# قزلباش أفغان
القزلباش الأفغان (بالدرية: قزلباش های افغان) هم مجموعة عرقية متحدثة بالفارسية في أفغانستان، تقيم أساسا في هراة كابل وقندهار. يبلغ عددهم حوالي 30 ألف، وهم يعتنقون الإسلام الشيعي الاثني عشري.
كان القزلباش أصلاً أفراد قبائل تركمان دعموا السلالة الصفوية في إيران. تم نشر العديد من القزلباش في أفغانستان الحالية خلال عهد الملك الإيراني نادر شاه في عامي 1738–1739، عندما تم إنشاء حاميات في كابل وقندهار. بعد اغتيال نادر شاه في عام 1747، دمج الملك الدراني أحمد شاهالقزلباش في قواته وحكومته. قام بمنحهم أراضي، وإدارة ذاتيّة، واستقلال دينيّ، مما مكّنهم من الحفاظ على إيمانهم الشيعيّ مع دعم حكمه. شكل القزلباش جزءًا من فوج الحرس الشخصي غلام خانا، والذي تم تجنيده لموازنة قوة زعماء القبائل الدرانيين والغلزائيين. وقد قدم القزلباش تاريخيًا أنفسهم على أنهم سنة أو بشتون لتجنب التمييز الديني وللمشاركة الكاملة في الحكومة والمجتمع الأفغاني.